# Rather Be
"Rather Be" é uma canção do grupo britânico de música eletrônica Clean Bandit, com vocais de Jess Glynne. A canção foi lançada em 17 de janeiro de 2014 como o quarto single do álbum New Eyes (2014).
A canção debutou em #1 no UK Singles Chart, é a canção mais vendida de 2014 até agora na parada, e a maior venda de um single lançado em Janeiro desde "Spaceman" de Babylon Zoo, que alcançou a mesma posição em 1996. A canção tem, até agora, quatro semanas no topo, vendendo mais de 600,000 cópias desde o lançamento.

## Antecedentes
A canção foi escrita e produzida por Clean Bandit, com Jimmy Napes sendo um co-escritor.

## Composição
"Rather Be" foi feita na base da nota G♯ minor, num tempo comum e num light tempo de 121 batidas por minuto. A intrumentação da música inclui um violino, sintetizadores de video-game, um pequeno bass, piano e vocais.

## Lançamento e recepção
| Críticas profissionais | Críticas profissionais |
| Avaliações da crítica  | Avaliações da crítica  |
| Fonte                  | Avaliação              |
| ---------------------- | ---------------------- |
| contactmusic           | [ 4 ]                  |
| Digital Spy            | [ 5 ]                  |

"Rather Be" recebeu sua primeira execução em 4 de dezembro de 2013, na BBC Radio 1 O lançamento digital da música estava planejado para ser em 19 de janeiro de 2014, mas foi antecipado em dois dias. O single foi lançado pela gravadora Warner Music Group, e é o terceiro do futuro álbum do Clean Bandit.
A canção debutou em #1 na UK Singles Chart. Foi o single de maior venda em uma semana, vendendo 163,000 cópias na primeira semana. Janeiro é usualmente um mês com vendas de singles fracas, porém, "Rather Be" é uma exceção, tendo quebrado o recorde de "maior venda semanal de um #1 de janeiro desde Spaceman", que foi lançada em janeiro de 1996. O single se manteve em #1, vendendo 137,000 cópias na segunda semana. Em 31 de janeiro de 2014, a Indústria Fonográfica Britânica certificou a canção como "Prata". A canção, até agora, conseguiu 4 semanas em primeiro lugar, vendendo mais de 404,000 cópias desde o lançamento. É a primeira canção com quatro semanas consecutivas em #1 desde "Blurred Lines", de Robin Tickle, em junho de 2013; e a primeira música de um cantor do Reino Unido a ter esse feito desde "Someone like You", de Adele, em 2011.
Adicionalmente, "Rather Be" quebrou o recorde de mais streams em uma semana no Spotify do Reino Unido. A música recebeu 1.09 milhão de execuções em sete dias de Fevereiro de 2014, passando o recorde de Get Lucky, do duo Daft Punk.

## Vídeo musical
O vídeo foi feito pelo grupo e apresenta Haruka Abe como uma fã japonesa da banda. Os comentários da banda: "O vídeo é sobre uma fã japonesa da banda que entra em delírio e tem alucinações com os integrantes da banda e nosso logotipo aparecendo inesperadamente em seu dia a dia como chef. Filmar em Tóquio foi uma experiência incrível: passamos quase uma semana lá e todo mundo foi muito prestativo. Nós mesmos fizemos isso, como sempre, o que foi bastante assustador, pois nunca antes produzimos nada tão longe. No entanto, tivemos alguns problemas para filmar a cena no trem. Acontece que é considerado incrivelmente rude fazer barulho um trem, então quando começamos a dançar ao som da faixa com os figurantes no vagão, não caiu bem! Recebemos gritos". O vídeo foi lançado no YouTube em 5 de dezembro de 2013.

## Performances ao vivo
Em 16 de Janeiro de 2014 o grupo performou "Rather Be" na rádio BBC Radio 1, em conjunto com um cover de "Royals", de Lorde.

## Versões
| Download digital |                               |         |  |
| N.º              | Título                        | Duração |  |
| 1.               | "Rather Be" (com Jess Glynne) | 3:49    |  |

| Remix EP |                                   |         |  |
| N.º      | Título                            | Duração |  |
| 1.       | "Rather Be" (The Magician Remix)  |         |  |
| 2.       | "Rather Be" (All About She Remix) |         |  |
| 3.       | "Rather Be" (Walter Ego Remix)    |         |  |
| 4.       | "Rather Be" (Affelaye Remix)      |         |  |

## Paradas e certificações
| Paradas (2014)                                    | Melhor posição |
| ------------------------------------------------- | -------------- |
| Austrália (ARIA)                                  | 2              |
| Austrália (ARIA Dance Chart)                      | 1              |
| Áustria (Ö3 Austria Top 75)                       | 13             |
| Bélgica (Ultratop 50 de Flandres)                 | 2              |
| Bélgica (Ultratop (Flanders Dance)                | 1              |
| Bélgica (Ultratop 50 da Valônia)                  | 4              |
| Bélgica (Ultratop (Wallonia Dance)                | 2              |
| Brasil (Brasil Hot 100 Airplay)                   | 40             |
| Brasil (Brasil Hot Pop Songs)                     | 34             |
| República Checa (Rádio Top 100)                   | 28             |
| Dinamarca (Hitlisten)                             | 8              |
| Eslováquia (Rádio Top 100)                        | 15             |
| Espanha (PROMUSICAE)                              | 5              |
| Estados Unidos (Billboard Hot 100)                | 10             |
| Estados Unidos (Billboard Dance/Electronic Songs) | 1              |
| Estados Unidos (Billboard Adult Contemporary)     | 23             |
| Estados Unidos (Billboard Adult Top 40)           | 10             |
| Estados Unidos Dance/Mix Show Airplay (Billboard) | 1              |
| Estados Unidos (Billboard Dance Club Songs)       | 24             |
| Estados Unidos (Billboard Mainstream Top 40)      | 6              |
| Estados Unidos (Billboard Rhythmic)               | 24             |
| (Euro Digital Songs)                              | 1              |
| Finlândia (Suomen virallinen lista)               | 1              |
| França (SNEP)                                     | 13             |
| O campo songid é OBRIGATÓRIO PARA PARADA ALEMÃ    | 4              |
| Hungria (Single Top 40)                           | 3              |
| Irlanda (IRMA)                                    | 1              |
| Israel (Media Forest)                             | 1              |
| Itália (FIMI)                                     | 4              |
| Japão (Japan Hot 100)                             | 44             |
| Luxemburgo (Luxembourg Digital Songs)             | 1              |
| Países Baixos (Mega Dance Top 30)                 | 1              |
| Países Baixos (Dutch Top 40)                      | 1              |
| Países Baixos (Single Top 100)                    | 1              |
| Países Baixos(Mega Top 50)                        | 17             |
| Nova Zelândia (Recorded Music NZ)                 | 3              |
| Noruega (VG-lista)                                | 5              |
| Polónia (Polish Airplay Top 100)                  | 18             |
| Polónia (Dance Top 50)                            | 32             |
| Escócia (Scottish Singles Chart)                  | 1              |
| Suécia (Sverigetopplistan)                        | 8              |
| Suécia (Sverigetopplistan Dance)                  | 1              |
| Suíça (Schweizer Hitparade)                       | 2              |
| Reino Unido (UK Dance Chart)                      | 1              |
| Reino Unido (UK Singles Chart)                    | 1              |

| País         | Certificação | Vendas   |
| ------------ | ------------ | -------- |
| Austrália    | platina      | +70,000  |
| Itália       | ouro         | +15,000  |
| Reino Unido. | platina      | +600,000 |

## Histórico de lançamento
| Região         | Data                  | Formato                    | Gravadora          |
| -------------- | --------------------- | -------------------------- | ------------------ |
| Reino Unido    | 4 de Dezembro de 2013 | Rádio airplay              | Warner Music Group |
| Mundo          | 17 de Janeiro de 2014 | Download digital           | Warner Music Group |
| Canadá         | 19 de Janeiro de 2014 | Download digital – remixes | Warner Music Group |
| Reino Unido    | 19 de Janeiro de 2014 | Download digital – remixes | Warner Music Group |
| Estados Unidos | 19 de Janeiro de 2014 | Download digital – remixes | Warner Music Group |
| Estados Unidos | 18 de Março de 2014   | Contemporary hit radio     | Big Beat Records   |